# Conductor perfecto
En electrostática, un conductor perfecto es un modelo idealizado de materiales conductores reales. La propiedad que define a un conductor perfecto es que el campo eléctrico estático y la densidad de carga desaparecen en su interior. Si el conductor tiene exceso de carga, se acumula como una capa infinitamente delgada de carga superficial. Un campo eléctrico externo se apantalla del interior del material mediante la reordenación de la carga superficial. 
Alternativamente, un conductor perfecto es un material idealizado que exhibe una conductividad eléctrica infinita o, de manera equivalente, resistividad cero (cf. dieléctrico perfecto). Si bien no existen conductores eléctricos perfectos en la naturaleza, el concepto es un modelo útil cuando la resistencia eléctrica es insignificante en comparación con otros efectos. Un ejemplo es la magnetohidrodinámica ideal, el estudio de fluidos perfectamente conductores. Otro ejemplo es los diagramas de circuitos eléctricos, que llevan implícita la suposición de que los cables que conectan los componentes no tienen resistencia. Otro ejemplo más es el electromagnetismo computacional, donde se puede simular un conductor perfecto más rápido, ya que las partes de las ecuaciones que tienen en cuenta la conductividad finita pueden despreciarse.

## Propiedades de los conductores perfectos.
Conductores perfectos:
- tener exactamente cero resistencias eléctricas – una corriente constante dentro de un conductor perfecto fluirá sin perder energía por resistencia. La resistencia es lo que provoca el calentamiento en los conductores, por lo que un conductor perfecto no generará calor. Como no se pierde energía en calor, la corriente no se disipará; fluirá indefinidamente dentro del conductor perfecto hasta que no exista diferencia de potencial.
- requieren un flujo magnético constante – El flujo magnético dentro del conductor perfecto debe ser constante en el tiempo. Cualquier campo externo aplicado a un conductor perfecto no tendrá ningún efecto en la configuración de su campo interno.

## Distinción entre un conductor perfecto y un superconductor
Los superconductores, además de no tener resistencia eléctrica, exhiben efectos cuánticos como el efecto Meissner y la cuantificación del flujo magnético.
En conductores perfectos, el campo magnético interior debe permanecer fijo, pero puede tener un valor cero o distinto de cero.  En los superconductores reales, todo el flujo magnético es expulsado durante la transición de fase a la superconductividad (el efecto Meissner), y el campo magnético siempre es cero dentro de la masa del superconductor.